# 서브웨이 시리즈
서브웨이 시리즈(Subway Series)는 메이저 리그 베이스볼에서 뉴욕을 본거지로 하거나, 예전에 본거지였던 야구단 뉴욕 양키스, 뉴욕 메츠, 샌프란시스코 자이언츠 (구 뉴욕 자이언츠), 로스앤젤레스 다저스 (구 브루클린 다저스) 4팀끼리 겨루는 야구 대회이다.

## 같이 보기
- 뉴욕 더비